# Nuits blanches (film, 1988)
Pour les articles homonymes, voir Nuits blanches.
Pour plus de détails, voir Fiche technique et Distribution.
Nuits blanches (Schlaflose Nächte) est un film suisse réalisé par Marcel Gisler et sorti en 1988.

## Fiche technique
- Titre : Nuits blanches
- Titre original : Schlaflose Nächte
- Réalisation : Marcel Gisler
- Scénario : Marcel Gisler, Frank Hofer et Rudolf Nadler
- Costumes : Beatrix Demleitner
- Photographie : Patrick Lindenmaier
- Montage : Catherine Steghens
- Son : Egon Bunne
- Sociétés de production : DRS - Kyros-Film - Schweizer Fernsehen - Vulcano M Film und Fernsehproduktion - Westdeutscher Rundfunk
- Pays de production :  Suisse -  Allemagne de l'Ouest
- Durée : 99 minutes
- Dates de sortie :
  - Suisse : août 1988 (Festival de Locarno)
  - Allemagne de l'Ouest : 20 juillet 1989[1]

## Distribution
- Rudolf Nadler : Ludwig
- Anne Knaak : Anna
- Cordula Stepanek : Silvia
- Andreas Herder : Nick
- Matthias Tiefenbacher : Stefan

## Récompense
- Léopard de bronze au Festival international du film de Locarno 1988[2].